# Tonnerres lointains
Pour l’article ayant un titre homophone, voir Tonnerre lointain.
Pour plus de détails, voir Fiche technique et Distribution.
Tonnerres lointains (Ashani Sanket) est un film indien réalisé par Satyajit Ray, sorti en 1973.

## Synopsis
Le film se déroule durant la Seconde Guerre mondiale, au Bengale, au début de la grande famine de 1943.

## Fiche technique
- Titre : Tonnerres lointains
- Titre original : Ashani Sanket
- Réalisation : Satyajit Ray
- Scénario : Satyajit Ray et Bibhutibhushan Bandopadhyay
- Production : Sharbani Bhattacharya
- Musique : Satyajit Ray
- Photographie : Soumendu Roy
- Montage : Dulal Dutta
- Décors : Ashoke Bose
- Pays d'origine : Inde
- Format : Couleurs - Mono
- Genre : Drame
- Durée : 101 minutes
- Date de sortie : 1973

## Distribution
- Babita : Ananga, la femme de Gangacharan
- Chitra Banerjee : Moti
- Govinda Chakravarti : Dinabandhu
- Soumitra Chatterjee : Gangacharan Chakravarti
- Anil Ganguly : Nibaran
- Noni Ganguly : `Scarface' Jadu
- Debatosh Ghosh : Adhar
- Ramesh Mukherjee : Biswas

## Distinctions
- Ours d'or au Festival de Berlin